# 軽部英和
軽部 英和（かるべ ひでかず、1970年4月12日 - ）は、日本のプロサーファー、経営者。
東京都世田谷区で生まれ育ち、13歳でサーフィンを始める。20歳で全日本選手権大会5位入賞、その後アマチュアコンテストにおいて数多くの好成績を残し26歳でプロへ転向、プロとして2年間プロサーキットを転戦し、個人としての年間ランキングは最高で42位、その後現役をしりぞき日本人プロサーファーにターゲットを向けたサーフィンムービー制作を自ら行い、日本人プロサーファー主体のサーフィンムービーを世に普及させた第一人者であり、現在も日本プロサーフィン連盟公認のプロサーファー。息子の「軽部太氣」もプロサーファーとなっている。
2010年9月1日、世田谷区にサーフィンなどのプロショップを開業した。2013年の夏、千葉県東浪見海岸へショップを移転した。

## 家族
- 軽部進：実父。日活撮影所の特殊撮影機材技師。
- 軽部進一：実兄。撮影特殊機材のレンタル・オペレーション会社「エヌケーエル」（旧・NK特機）の代表取締役、映画プロデューサー、映画監督。